# QNet ITF Open 2012
Il QNet ITF Open 2012 è stato un torneo di tennis facente parte della categoria ITF Women's Circuit nell'ambito dell'ITF Women's Circuit 2012. Il torneo si è giocato a Bangalore in India dal 19 al 25 marzo 2012 su campi in cemento e aveva un montepremi di $25,000.

## Vincitori

### Singolare
Donna Vekić ha battuto in finale  Andrea Koch-Benvenuto con il punteggio di 6–2, 6–4

### Doppio
Tamaryn Hendler /  Melanie Klaffner hanno battuto in finale  Tadeja Majerič /  Anja Prislan con il punteggio di 6–2, 4–6, [10–6]